# ソクラテスの弁明
『ソクラテスの弁明』（ソクラテスのべんめい、古希: Ἀπολογία Σωκράτους、古代ギリシア語ラテン翻字: Apología Sōkrátous、羅: Apologia Socratis、英: Apology of Socrates）は、プラトンが著した初期対話篇。単に、『弁明』（古希: Ἀπολογία、羅: Apologia、英: Apology）とも。

## 歴史的背景
ペロポネソス戦争でアテナイがスパルタに敗北後の紀元前404年、アテナイでは親スパルタの三十人政権が成立し恐怖政治が行われた。三十人政権は一年程度の短期間で崩壊したが、代わって国の主導権を奪還した民主派勢力の中には、ペロポネソス戦争敗戦や三十人政権の惨禍を招いた原因・責任追及の一環として、ソフィスト・哲学者等「異分子」を糾弾・排除する動きがあった。
ペロポネソス戦争において致命的な働きをしたアルキビアデスや、三十人政権の主導者であったクリティアス等と付き合いがあり、彼らを教育した師であるとみなされていたソクラテスも、その糾弾・排除対象の一人とされた。特にソクラテスが「神霊（ダイモニオン）」から諭しを受けていると公言していたことが、「新しい神格を輸入した」との非難の原因となった。こうしてソクラテスは、「国家の信じない神々を導入し、青少年を堕落させた」として宗教犯罪である「涜神罪」（神を冒涜した罪、不敬神の罪、アセベイア（古希: ἀσέβεια、古代ギリシア語ラテン翻字: asébeia））で公訴され、紀元前399年初頭に裁判が行われることになった。本篇はその場面を題材とする。
この告発に対しソクラテスは全面的に反論し、いささかの妥協も見せない。その結果ソクラテスには死刑が宣告された。
死刑宣告された後のソクラテスは、牢屋に約30日拘留された後、刑執行によって毒ニンジン杯を飲んで死亡する（参照:『クリトン』『パイドン』）が、ソクラテスの刑死から6年後の紀元前393年に、ソフィスト・弁論家であるポリュクラテスが、『ソクラテスに対する告発』という、アニュトスの法廷告発文を脚色した作品を発表しており、本作のプラトンによる『ソクラテスの弁明』や、クセノポンによる『ソクラテスの弁明』、またクセノポンの『ソクラテスの思い出』第1巻の冒頭の内容などは、直接的にはその作品に対する対抗措置という意味合いが強い。

## 構成

### 登場人物
- ソクラテス（古希: Σωκράτης、古代ギリシア語ラテン翻字: Sōkrátēs） - 70歳、最晩年。
- メレトス（古希: Μέλητος、古代ギリシア語ラテン翻字: Mélētos） - ソクラテスに対する告発者の一人。詩人の代表。

（告発者は計3名であり、メレトスの他には、手工者・政治家代表のアニュトス（古希: Ἄνυτος、gercラテン翻字: Ánutos）、演説家代表のリュコン（古希: Λύκων、古代ギリシア語ラテン翻字: Lúkōn）の2名がいるが、彼らは本編では話者として登場することはない。アニュトスは、初期末の対話篇『メノン』に話者として登場する。）

### 時代・場面設定
紀元前399年、アテナイの民衆裁判所。500人の市民陪審員を前に、ソクラテスに対する告発者であるメレトスらが論告・求刑弁論を終え、それを受ける形でソクラテスが自身に対する弁護・弁明を開始するところから、話は始まる。
途中、「無罪有罪決定」投票、「刑量確定」投票の2回の投票を挟み、それを受けてソクラテスが聴衆に向かって最後の演説をする場面までが描かれる。

### 特徴
プラトンの著作の多くは対話篇（ダイアローグ）だが、この『ソクラテスの弁明』は、その性格上、途中メレトスとのわずかな質疑応答が挿入される他は、全てソクラテスの一人語り（モノローグ）となっている。
文量は、例えば岩波文庫の訳書では55ページ程度と、他の多くの初期著作と同様に少なく、簡素な仕上がりとなっている。

## 内容
ソクラテスに死刑判決を出した民衆裁判の概要、そこにおけるソクラテス自身の言動（弁明）が描かれる。また、ソクラテスの弁明を通して、彼の特異な哲学（愛智者）人生の発端・経緯や、彼の思想、人となり、時代背景などが描写される。

### あらすじ
先の告発に対するソクラテスの対抗弁論から対話篇は始まる。この対抗弁論が対話篇の大部分を占める。ソクラテスはこの告発に対し真っ向から反論する。ソクラテスは彼が実践する試問（問答法）を説明する。それはデルポイの神託「ソクラテスより賢いものはいない」に対し、それを反駁する意図で始められたものであったが、数々の知者と呼ばれる人との対話によりソクラテスは、自分は知者ではないが、分をわきまえずに「知らないことまで、知っていると思い込んでいる」ような人々よりは、「知らないことは、知らないと自覚している」分だけ、自分は彼らより賢いという結論に達する。
何かを知っており賢いと主張する人がいれば、対話によってそれを吟味し、そうでないことを見出したならそのことを明らかにし、また真の知を探求しようとする人々、特に若い人々にそのことを奨励すること、先に告発された営みの内実は、ソクラテスの眼からみればそのようなことであった。
ソクラテスは、真の知を追求し魂の世話を図ることを薦めることは、神から与えられた自分の使命であって、国家の命令がこのことを禁じようとも自分にはやめることができないと語る。
アテナイの裁判ではまず被告人が有罪かどうかが審議され、続いて告発者と被告人の双方から量刑の提案がなされる。ソクラテスは有罪と宣告される。ここで裁判の告発者アニュトスは死刑を求刑する。ソクラテスはこれに対し自分の行っていることは魂の世話をみなに促すという最も重要なことであり、したがって自分は国家に最上の奉仕をなしているのだと主張する。
そして、それにふさわしい刑罰はソクラテスの考えでは公会堂での無料の食事であると主張する。公会堂での食事はオリュンピア競技の優勝者などに与えられる当時のアテナイで最高の公的顕彰であった。ソクラテスは追放刑を提案し死をまぬかれることも出来たのであろうがあえてそれをしなかった。
結果として、ソクラテスには死刑が宣告され裁判は終結する。ソクラテスは有罪投票をした人々には忠告を、無罪投票をした人々には自身の死生観を語りつつ本篇は終わる。

### 詳細
原典には章の区分は無いが、慣用的には33の章に分けられている。以下、それを元に、各章の概要を記す。

#### 導入
- 1. 告発者は素晴らしい弁論を行ったが、そこには真実が全く無いこと、自身は演説もうまくないし、裁判にも不慣れなこと、言葉遣いではなく内容が真実であるかどうかのみに注意を払ってほしい、など。

#### 二種類の弾劾者

##### 「旧い弾劾者」の言い分の否定
- 2. 自身に対する二種類の弾劾者の区別。すなわち、風聞を撒き散らすアリストパネス及び顔の見えない大衆（旧い弾劾者）と、今回の裁判の告発者（新しい弾劾者）の区別。そして、まずは「旧い弾劾者」側の言い分に対して、弁明することの確認。
- 3. 「旧い弾劾者」側の言い分の検討。「不正・無益なことに従事、地下天上の事象を研究、悪事を曲げて善事と成し、他人に教授する」が事実無根であることを、まずは聴衆へと訴えかけ、確認。
- 4. 同時に「人を教育し謝礼を要求する」というソフィスト的風評も否定。自身はソフィストの術を持ち合わせない。

#### 裁判に至るまでの経緯

##### 「デルポイの神託」と「無知の知」
- 5. 自身に対する名声・悪評の理由。それは一種の智慧である。しかしそれは告発者・風評に言われるような超人的智慧ではなく、人間的智慧である。その説明の端緒として、デルポイの神託所で自身（ソクラテス）が最も賢いと言われたエピソードを披露[注釈 2]。（以降、9まで一連の話が続く）
- 6. 上記の神託の検証のために、賢者と世評のある政治家と対話を行ったエピソードを披露。相手を無知だと感じ、その説明を試みるも憎悪される。自身も無知だが、それを自覚している（無知の知）だけ、相手より賢いと考える。更にもう一人の世評のある人物を訪ねたが同じ結論だった。
- 7. その後も順次、様々な人に憎悪されながらも歴訪。その結果、世評のあるうぬぼれた人々はほぼ全て智見を欠いており、むしろ世評なき分をわきまえた謙虚な人々ほど智見が優れていた。政治家の次に、様々な詩人を訪問したが、政治家の場合と同じく、自ら語る内容の真義については何らの理解もなく、特定の才能を以て他の事柄も知り尽くしている智者であるかのようにうぬぼれていた。
- 8. 最後に手工者を訪ねた。彼らもその分野、熟練した技芸においては智者であったが、詩人と同じく、そのことを以て他の事柄に関しても識者と信じていた。こうして一連の歴訪を終え、神託の名において、これまでの自身のように「智慧 (に関する思い込み/満足/居直り) と (それ故の) 愚昧を持たずに、あるがままでいる」のがいいか、彼らのように「智慧 (に関する思い込み/満足/居直り) と (それ故の) 愚昧を併せ持つ」のがいいか自問し、前者を選んだ。
- 9. こうした行為の結果、自身には多くの敵が出来、多くの誹謗が起こった。また、相手の無知を論証する行為を見ていた傍聴者は、自身（ソクラテス）を賢者と信じるため、名声も広まった。しかし、真に賢明なのは神のみであり、この神託は人智の僅少・空無さを指摘したものであり、神が自身（ソクラテス）の名を用いたのはあくまでも一例に過ぎない。「最大の智者は、ソクラテスのように、自分の智慧の無価値さを悟った者である」と。この神意のままに自身は歩き廻り、賢者と思われる者を見つけてはその智慧を吟味し、その濫用・うぬぼれがあれば神の助力者としてそれを指摘する。この神への奉仕事業のため公事・私事の暇無く、極貧に生活している。

##### 富裕市民の息子たちによる模倣
- 10. また、富裕市民の息子たちが自身（ソクラテス）を模倣し、その試問によって無知を暴かれた人々も、「青年を腐敗させた」と自身（ソクラテス）に憤った。またその批判内容の無さに窮した挙げ句、哲学者批判の常套句である「地下天上の事象を～（上記3）」といった批判も併せて自身に向けられることになった。こうして詩人代表のメレトス、手工者・政治家代表のアニュトス、演説家代表のリュコンの3名が告発者となり、今回の裁判が起こされた。

#### メレトスとの質疑応答

##### 「青年を腐敗させ」に対する反証
- 11. 「旧い弾劾者」に対する弁明終了、続いて「新しい弾劾者」（当裁判の告発者）に対する弁明へ。訴状の内容「青年を腐敗させ、国家の信じる神々を信じず、新しき神霊（ダイモニア）を信じる」の検証。まずは「青年を腐敗させ」の部分から。告発者メレトスは青年の善導に本来無関心なのに、熱心であるかのように装っている。
- 12. メレトスへの尋問開始。メレトス、青年の善導が関心事「その通り」、青年の善導者は「国法」、人間では「裁判官（陪審員）、聴衆、評議員、民会議員全員」「ソクラテスを除く全てのアテナイ人」。ソクラテス、馬の場合ならそう答えないはず、調馬師以外の大多数が一緒に躾けたらかえって悪くする、青年も一緒、これでメレトスの青年善導への無関心が暴露された。
- 13. メレトス、人は自分を益する善人よりも自分を害する悪人を欲すること（青年たちが自ら望んでソクラテスを欲したこと）は「ない」、ソクラテスが青年を腐敗させたのは（無自覚ではなく）「故意」。ソクラテス、メレトスの言い分では、自身（ソクラテス）は青年を害し、青年からも害されることを故意に行なっている愚者になってしまうが、そのような者はいない。自身（ソクラテス）は青年を害さないか、無自覚かのどちらかであり、いずれにしろメレトスは嘘を述べている。また、自身（ソクラテス）が無自覚に青年を腐敗させているのなら、自身（ソクラテス）にそれを教示・訓誨すれば済む話なのに、それをせずに不当にも処罰のための裁判へと引き出した。

##### 「新しき神霊を信じる」に対する反証
- 14. メレトスの青年善導に対する無関心は明白。次に「新しき神霊（ダイモニア）を信じる」の部分に話題移行。メレトス、ソクラテスは国家の認める神々ではなく他の新しい神霊（ダイモニア）を青年に教えて腐敗させている。ソクラテス、それは「アテナイ以外の神々を信じる」ということか、それとも「無神論者」ということか。メレトス、ソクラテスは後者の「無神論者」であり、「太陽を石、月を土」と主張する。ソクラテス、それは哲学者アナクサゴラスの主張だと皆知っている。メレトスこそが実は高慢・放恣な無神論者であり、この訴状もそうした青年の出来心ゆえに思える。メレトスの訴状・主張は（「ソクラテスは罪人。神を信じないが故に、しかも神を信じるが故に。」という）矛盾を孕んだ謎かけのよう。
- 15. メレトス、「神霊の働き（ダイモニア）は信じるが、神霊そのもの（ダイモネス）を信じない者」など「一人もいない」、また、神霊は「神々そのもの」か、「神々の子」であると（メレトス自身も）「看做している/認める」。ソクラテス、その言い分では自身（ソクラテス）は「神々を認めないで、神霊（神々）を認める」ということになり、謎かけ・冗談のよう。メレトスがこのような訴状を起草したのは、我々を試しているのか、自身（ソクラテス）を陥れる罪過に苦慮した結果かのどちらか。

#### 最終弁論

##### 「死の危険」と「持ち場」
- 16. 「新しい弾劾者」（当裁判の告発者）及び「訴状」に対する弁明も終了、総論へ。自身（ソクラテス）や他の善人を滅ぼすのは、メレトスら告発者（新しい弾劾者）ではなく、むしろ大衆の誹謗・猜忌（旧い弾劾者）である。これまでもこれからもそう。それら大衆によって死の危険に晒される営みであっても、人は自身の持ち場を死をも厭わず固守すべき。
- 17. 自身は従軍[注釈 3]した際にも持ち場を固守した。したがって、今も自身が神から受けたと信じる持ち場、愛智者として他者を吟味する持ち場を、死などを恐れて放棄することはできない。それをしてしまうことこそがむしろ、神託の拒否、賢人の装い、神の不信の罪であり、法廷に引き出されるに値する。死が人間にとって何かを知る者などいないのに、死を恐れることも賢人を気取ること。したがって、アニュトスの「ソクラテスを死刑にするか、放免して子弟を一人残らず腐敗させるかの二者択一」という意見はともかく、今回放免と引き換えに姿勢変更を求められたとしても、自身はこれまでの姿勢を変えない。自身は諸君よりも神に従う。そうした人々には「偉大なアテナイ人が蓄財・名声・栄誉ばかりを考え、智見・真理・霊魂を善くすることを考えないのは恥辱と思わないか」と指摘する。自身は「神に対する私のこの奉仕に優るほどの幸福が、この国において諸君に授けられたことはいまだかつてなかった」と信じている。それは身体・財産よりも霊魂の完成を顧み、熱心にすることの勧告、徳からこそ富や善きものが生じることの附言に他ならない。いずれにしても、放免されようがされまいが、自身の姿勢は一切変わらない。

##### 「神からの賜物」としての「ソクラテス」
- 18. 諸君が自身（ソクラテス）を死刑に処するなら、諸君はむしろ諸君自身を害することになる。自身（ソクラテス）にとっては、死刑・追放・公民権剥奪は、正義に反するという大きな禍に比べれば大したことではない。自身（ソクラテス）は自分のためではなく、諸君のため、諸君が神からの賜物に対して罪を犯し、容易に見出すことのできない自身（ソクラテス）のような人物を失ってしまうことがないようにするために弁明している。長年、家庭を顧みず、貧乏も厭わず、何人にも家族のごとく接近し、無報酬で徳の追求を説くような行為は、人間業ではなく神の賜物。

##### 「ダイモニオンの声」と「政治」
- 19. 自身（ソクラテス）が国事に関わらない理由は、幼年時代から現れる「ダイモニオンの声」にある。常に何かを諫止（禁止・抑止）するために現れるこの声が、政治に関わることに抗議する。この抗議は正しく、実際、自身が政治に関わっていたら、既に死んでいただろう。本当に正義のために戦うことを欲するならば、公人ではなく私人として生活すべき。
- 20. 政治に関わることの危険性に関する2つの例示。唯一の公職経験である評議員時代、ペロポネソス戦争中の紀元前406年におけるアルギヌサイの海戦後の将軍10名に対する違法な有罪宣告に対し、一人反対したことで演説者・大衆の怒号を受けたエピソードと、三十人政権下の紀元前404年、サラミス人レオンを処刑のために連行することを一人拒否して家に帰ったエピソード。
- 21. 自身は公人としても私人としても態度を一切変えなかったが、公人として政治に携わることが少なかったから、長い歳月生きながらえることができた。誹謗者が自身（ソクラテス）の弟子と呼んでいるクリティアスやアルキビアデスに対しても、譲歩したことはない。自身は何人に対しても、報酬を受け取らず、貧富の差別なく、試問・問答を行なってきた。いまだかつて誰の師になったこともなく、誰に授業を授けたこともない。

##### ソクラテスの仲間・支援者
- 22. 自身の仲間となっている人々は、賢明とうぬぼれている人々が吟味されるのを楽しむ。しかし、自身は神からの使命としてこれを行なっている。自身が青年を腐敗させているのなら、その中で既に壮年に達した人々や、その家族・一族がここに復讐に来てなければおかしい。ここにもクリトン（クリトブロスの父）、リュサニアス（アイスキネスの父）、アンティポン（エピゲネスの父）、ニコストラトス（テオドトスの兄）、パラリオス（テアゲスの兄）、アデイマントス（プラトンの兄）、アイアントドロス（アポロドロスの兄）等がいるが、彼らはむしろ自身（ソクラテス）を援助している。

#### 補足

##### 「法廷戦術の拒否」と「裁判官の役割」
- 23. 弁明として言いたいことは言い終えた。諸君の中には涙を流して嘆願哀求したり、同情をひくために子供・親族・友人を多く法廷に連れ出そうとすることを期待していた者もいるかもしれないが、自身はそうはしない。自身にとっても、諸君にとっても、国家にとってもそれは不名誉なことだから。
- 24. 裁判官（陪審員）は、国法にしたがって事件を審理しなくてはならない。メレトスの訴状の通りであるか否か。自身は告発者たちよりも堅く神々を信じ、最も善い裁判が成されることを諸君と神々に委ねる。

（「無罪有罪決定」の投票。結果、約280対220、すなわち約30人分の票差で「有罪」が決定。以下、刑量を巡る弁論に移る。）

#### 刑量についての弁論

##### 意外な僅差
- 25. 有罪決定は予想通りだった。むしろ多くの票差がつくと思ってたのが、意外に僅差だった。30票の投票が違えば無罪放免になっていただろうし、アニュトスとリュコンが告発者に名を連ねてなければ、メレトスは5分の1の票数も得られずに罰金1000ドラクメを払うことになっていただろう。

##### 「プリュタネイオンにおける食事」の提議
- 26. 告発者は死刑を提議している。それに対して何を提議すべきか。何人にも善良かつ賢明になるよう説得することに務めてきた一人の貧しき国家功労者が受けるべき賞罰は、良きものであるべきであり、プリュタネイオン（役所、会議場、迎賓館・宴会場を兼ねたアテナイの中心施設）における食事がふさわしい。
- 27. これは傲慢から言うのではない。自身は決して故意に不正を行ったことがないと確信しているが、それを諸君に信じさせるには時間が短すぎる。自身は不正を行っていないと確信しているので、（ましてや福か禍かも分からず恐れてもいないと述べている死刑にわざわざ対抗するためにあえて）提議する刑罰が思いつかない。投獄されて奴隷生活を送ればいいのか。罰金を払うにも金が無い。追放されてもその町々で同じことを繰り返すだろう。

##### 「姿勢変更」の拒否と「罰金30ムナ」の提議
- 28. 「追放先で静かな生活を送る」ことなど、自身にはできない。それは神命に背くことであるし、人間の最大幸福であり生き甲斐は、日毎、徳について語ることであり、魂の探求に他ならないから。金があればそれを罰金として提議するが、自身は一文無しである。銀1ムナぐらいは払えるので、それを提議したいところだが、プラトン、クリトン、クリトブロス、アポロドロスが罰金30ムナの提議を催促し、その保証人になってくれるというので、それを提議する。

（「刑量確定」の投票。結果、約360対140の多数を以て「死刑」が確定。）

#### 「死刑確定」を受けて

##### 「有罪・死刑投票をした人々」への忠告
- 29. 有罪・死刑投票をしたアテナイ人諸君は、高齢で死ぬ日も遠くない自身（ソクラテス）の死を待つだけの辛抱が足りなかったばかりに、賢人ソクラテスを死刑に処したという汚名と罪科を負わされるだろう。諸君を批議する人々は自身（ソクラテス）を賢人と呼ぶであろうから。諸君は自身（ソクラテス）が有罪になった理由は、「言葉の不足」「有罪を免れるためいかなる言動も厭わない姿勢の欠如」だと考えるだろう。しかし自身に言わせれば「厚顔・無恥・迎合意図の不足」である。自身はいかなる危険を前にしても賤民らしく振る舞うべきでないと信じていたし、後悔は無い。死を免れることは困難ではない。死を免れるより悪を免れる方がはるかに困難である。悪は死よりも速く駆ける。老年の私は死に追いつかれ、若い諸君は悪に追いつかれた。
- 30. 自身（ソクラテス）を有罪と断じたる諸君への予言。諸君には死刑より遙かに重き刑が課されるだろう。諸君は諸君の生活についての弁明を免れるために今回の行動に出たが、結果はその意図とは反対になるだろう。自身（ソクラテス）が阻んでいた、若く峻烈な多くの問責者が、諸君の前に現れ、諸君を深く悩ますだろう。正しくない生活に対する批議を、批判者を殺害・圧伏することで阻止しようとする手段は、成功も困難で立派でもない。最も立派で容易な手段は、自ら善くなるよう心掛けることである。

##### 「無罪投票をした人々」への辞世の挨拶
- 31. 無罪投票をしてくれた諸君（正当な「裁判官」諸君）へ。「ダイモニオンの声」は、今回の件で一度も現れなかったので、今回の出来事はきっと善い事である。死を禍だと考える者は間違っている。
- 32. また、死は一種の幸福であるという希望には以下の理由もある。死は「純然たる虚無への回帰」か、「生まれ変わり、あの世への霊魂移転」かのいずれかである。前者であるならば、死は感覚の消失であり、夢一つさえ見ない眠りに等しいものであり、驚嘆すべき利得である。後者であるならば、数々の半神・偉人たちと冥府で逢えるのだから言語を絶した幸福である。
- 33. 「裁判官」諸君（無罪投票をしてくれた諸君）も、「善人に対しては生前にも死後にもいかなる禍害も起こり得ないこと、神々も決して彼を忘れることがないこと」を真理と認め、楽しき希望を以て死と向き合うことが必要である。したがって、自身（ソクラテス）は告発者や有罪宣告をした人々にも、少しも憤りを抱いてはいない。なお、自身（ソクラテス）の息子達が成人した暁には、自身（ソクラテス）が諸君にしたように、彼らを叱責・非難して悩ませてもらいたい。蓄財よりも徳を念頭に置くように、ひとかどの人間でもないのにそうした顔をすることがないように。
去るべき時が来た。自身（ソクラテス）は死ぬために、諸君は生きながらえるために。両者の内、どちらが良き運命に出逢うか、神より他に知る者はいない。

## 論点

### 無知の知
本篇では、デルポイの神託に端を発するソクラテスの哲学者（愛智者）人生の経緯と共に、「無知の知」についての言及が成される。自分が知っていること以上のことを知っていると思い込む「智慧と愚昧を併せ持つ」状態に陥っている者達と対比的に、よく知りもしないことを知っていると過信しない「智慧と愚昧を持たずにあるがままでいる」者としてのソクラテス自身が言及される。
また、ソクラテスの用いる「問答法」が、そうした相手の智慧を吟味するためのものであることも併せて言及される。
この「無知の知」のモチーフは、その後も「死・死刑」「死後の世界」に言及するくだりで、死を恐れることもまた、よく知りもしないことを知っているかのように装うことであるとして、再度持ち出される。

なお、初期末の対話篇『メノン』では、この「無知の知」が、あるいは、初期対話篇で頻出する「アポリア」（行き詰まり）の自覚が、人々を、単なる「思いなし」（思惑、臆見、doxa ドクサ）への安住から引っ張り出し、原因・根拠を伴った理論的「知識」（episteme エピステーメー）へと至らしめる重要な契機となることが、明快に説明されている。

### 正義
本篇では、正義に反することが自分にとっては死刑その他の刑罰よりも大きな禍であると、ソクラテスによって述べられている。この発想は、続編である『クリトン』においても繰り返し反復される。『クリトン』の内容に則るならば、ソクラテスにとっての正義とは、「熟慮・検討の結果、最善と思える考え」のことであり、それに則っておくことで、いかなる場合においても、死後の冥府においてすらも、「自身をちゃんと弁明できるようにしておくこと」である。
本篇においても、また続編の『クリトン』においても、「いかなる場合においても、故意に不正は行わない」（知らずに不正を行っていたのであれば、改める）という倫理観が言及されている。

### 裁判
本篇では、冒頭で、ソクラテスが聴衆（陪審員）達に対して、話し方・印象ではなく、その内容の正しさによって判断してもらいたいと願い出るところから始まる。一回目の投票の直前にも、再び同じお願いが繰り返される。
末尾においては、ソクラテスは無罪投票をした人々を「正当な裁判官」と呼び、彼らに対して自身の死生観を説く。

### 政治
本篇では、「現実政治に関わることの危険性」が、ソクラテス自身が経験した2つのエピソードと共に言及される。また、「正義のために戦うならば、公人ではなく私人として生活すべき」という考えも表明されている。『第七書簡』にも書かれている通り、この姿勢は著者であるプラトン自身の人生態度とも重なる。

### 大衆
本篇では、「アリストパネスらの風聞に流される旧い弾劾者」「自分達のやましさを覆い隠すために、批判者を封殺しようとする者達」として、大衆が批判的に言及されている。
また、ソクラテス以前にも、そうした大衆によって善人は滅ぼされてきたし、これからもそうだろうという見解、批判者を封殺することは、より極端な反動を生み出すこと、それよりは自ら善くなるよう努めることが得策であるといった見解が、併せて述べられる。

### 青年の教育
ソクラテスが青年たちの教育に熱心だったことは、プラトンの他の対話篇にも描かれており、本裁判の訴状においても、「青年を腐敗させた」として言及されている。
本篇では、ソクラテスと告発者メレトスとの質疑応答の中で、青年の教育についてのいくらかの言及がある。メレトスが、国法やソクラテス以外の全てのアテナイ人が、青年たちにとっての善導者となると述べたのに対して、ソクラテスは、青年の教育は馬の調教と同じく、その道に長けた者によって行われなければならず、メレトスの言い分は青年たちの教育に対する無関心の表れだとして批判する。
なお、こうした「一般大衆の意見よりも、一部の専門家の意見が尊重されるべき」という考えは、続編である『クリトン』においても、繰り返し持ち出される。

### 蓄財
本篇では、ソクラテスが「偉大なアテナイ人が蓄財などばかりに囚われ、知見を善くしようとしないのは恥辱ではないか」と訴えるくだりがある。また、末尾では、ソクラテスが聴衆に対して、ソクラテスの息子たちが成人した暁には、その息子たちに対しても、蓄財よりも徳を念頭に置くように非難・教育してもらうよう頼んでいる。

### ダイモニオン
本篇では、ソクラテスの指針ともなっていた「ダイモニオンの声」についても言及されている。幼少の頃より表れ、常に何かを諌め、禁止・抑止するために表れたという「ダイモニオンの声」は、ソクラテスに政治と関わることを諌めたという。
また、末尾においては、この裁判に関して、「ダイモニオンの声」は表れなかったので、今回の死はきっと善いことであるとも、ソクラテスは聴衆に語っている。

### 信仰
本篇では、デルポイの神託を信じ、神への奉仕として愛智者・智慧の吟味の活動に勤しんだり、「ダイモニオンの声」を信じたり、「善人には生前も死後も禍害が無い」と断言するなど、ソクラテスの信心深さについての記述も多く見られる。
問答を駆使して智慧を吟味したり正義を探求していく理知的な面がありながら、他方でこうした信心深さも併せ持つソクラテスの性格を、例えば岩波文庫の解説では、「ソクラテスは熱烈なる理性信奉者であると同時に、宗教的神秘家でもあった」と評している。

## 評価
『弁明』はプラトンの著作の中では初期に書かれたと推測されている。プラトンの脚色もある程度加わっていると考えられているがほとんどの研究者はソクラテス裁判の正確な記録であると考えている。
諸研究は『弁明』におけるプラトンの関心を以下のようなものと考えている。
- ソクラテスの描写を通じ、「哲学者」および「哲学すること」の模範を提示する。
- ソクラテス裁判を記録し、その真実の姿を伝え、もって間接的に裁判が不当であることを示す。

文体は格調高く芸術的にも完璧に近くて、またその弁論は特に緊密に構成され、時には劇的でもあり、哲学また文学の最高峰として古来から高く評価されている。

## 日本語訳
- 『プラトン全集〈1〉 エウテュプロン・ソクラテスの弁明・クリトン・パイドン』 今林万里子・田中美知太郎・松永雄二訳、岩波書店 1975年、復刊2005年ほか
- 『ソクラテスの弁明・クリトン』 久保勉訳、岩波文庫、初版1927年、改版1964年、新版2007年  ISBN 9784003360118
- 『ソークラテースの弁明・クリトーン・パイドーン』 田中美知太郎・池田美恵訳、新潮文庫、1968年、改版2005年
- 『ソクラテスの弁明・クリトン』 三嶋輝夫・田中享英訳、講談社学術文庫、1998年
- 『ソクラテスの弁明・クリトン・ゴルギアス』 田中美知太郎・藤沢令夫訳、中公クラシックス、2002年1月
- 『ソクラテスの弁明』 納富信留訳、光文社古典新訳文庫、2012年9月
- 『エウテュプロン・ソクラテスの弁明・クリトン』 西尾浩二・朴一功訳、京都大学学術出版会〈西洋古典叢書〉、2017年8月
- 『ソクラテスの弁明』 藤田大雪訳、叢書ムーセイオン、2013年3月。Kindle版

### 漫画
- 『ソクラテスの弁明（マンガで読む名作）』 画・横井謙仁、日本文芸社、2010年 ISBN 9784537125610
- 『まんがで読破　ソクラテスの弁明』バラエティ・アートワークス画、イースト・プレス、2013年